# Aimee Barrett-Theron
Aimee Patricia Barrett coniugata Theron (Città del Capo, 27 giugno 1987) è un'arbitra ed ex giocatrice sudafricana di rugby a 15.
Durante la carriera agonistica giocava nel ruolo di utility back e rappresentò il Sudafrica alla Coppa del Mondo di rugby femminile 2010; divenuta arbitra, dirige dal 2016 nel Sei Nazioni femminile, dal 2017 nella Coppa del Mondo e, nell'ambito del rugby a VII, anche ai Giochi olimpici dal 2016.

## Biografia
Cresciuta a Durban si formò sportivamente al KwaZulu-Natal durante i suoi studi in biocinetica e, a seguire, al Western Province a Città del Capo, sua città d'origine; in nazionale debuttò nel 2008 e fino al 2010, anno in cui partecipò alla Coppa del Mondo in Inghilterra, realizzò 20 punti internazionali, frutto di 4 mete.
Dopo il ritiro frequentò i corsi federali d'arbitraggio e nel 2014 conseguì l'abilitazione; nel 2016 esordì a livello internazionale a Hong Kong dirigendo l'incontro delle qualificazioni alla Coppa del Mondo 2017 tra Figi e Giappone; l'estate precedente aveva diretto nel rugby a VII alcune gare del torneo olimpico di Rio de Janeiro.
Pochi mesi dopo l'esordio diresse anche il primo incontro del Sei Nazioni dirigendo Scozia – Irlanda alla prima giornata dell'edizione 2017.
In quello stesso anno fu designata a dirigere alla Coppa del Mondo 2017 in Irlanda.
A ottobre 2021 fu designata per dirigere in United Rugby Championship, a Treviso, il match tra Benetton e Ospreys; nel corso di tale incontro si guadagnò l'appellativo di «Nigel Owens al femminile» per l'ironia mostrata in campo al pari di come Owens era uso fare: per esempio durante una baruffa esplosa tra giocatori delle due squadre, Barrett-Theron li calmò dicendo loro «Sono giunta fino a qui per dirigere una partita, non per fare la bambinaia».
In occasione della Coppa del Mondo di rugby femminile 2021 (posticipata di un anno per via della pandemia di COVID-19) Barrett-Theron è stata inclusa nel gruppo di 18 ufficiali scelti per dirigere le gare della manifestazione.
Dal 2016 è sposata con la sua compagna Zaandré Theron, di cui ha assunto il cognome.